# Li Hai-ching
Li Hai-ching, ou Li Hai-Tsing (mort dans les années 1930), est un chef militaire chinois qui commanda environ 10 000 hommes d'une armée de volontaires anti-japonaise dans le sud du Jilin et dans le Heilongjiang, résistant à la pacification du Mandchoukouo. Son armée s'appelait elle-même l'armée anti-japonaise pour le salut du pays et était décrite comme étant équipée d'artillerie légère et de nombreuses mitrailleuses. Li établi son quartier-général à Fuyu d'où il contrôlait tout le territoire alentour jusqu'à Nong’an au Sud.
Le 29 mars 1932, ses forces défont des troupes régulières du gouverneur du Mandchoukouo Xi Qia près de Nong′an à seulement 55 km de la capitale Xinjing. Nong′an est alors sur le point de se rendre à la résistance rebelle. De petits détachements japonais y sont envoyés, après la réception de signaux radio de détresse, et subissent de lourdes pertes au combat. Les forces japonaises basées à Yao-men essaient de se frayer un passage jusqu'à Nong′an avec le soutien de bombardiers lorsque les assiégés cessent tout contact radio, les forces de Li viennent de capturer la ville.
Fin avril, à 100 km au sud de Harbin, le long du chemin de fer de l'Est chinois, 3 000 soldats chinois menés par Li Hai-ching démontent les rails et abattent des poteaux télégraphiques. Ils attendent ensuite l'arrivée d'un train en provenance de Harbin, le pillent et se dispersent avant l'arrivée de troupes japonaises.
En mai 1932, Li Hai-ching est défait par les Japonais et son armée est dispersée. De nouveau reformée en octobre, cette force de guérilla, réduite à 3 000 hommes, essaie d'attaquer les forces japonaises et du Mandchoukouo dans le sud du Heilongjiang mais est défaite et forcée de se replier dans la province du Jehol.

## Sources
1. ↑  (en) Israel Epstein, The people's war, 1939, 70 p. (lire en ligne)

- Jowett, Phillip S., Rays of The Rising Sun, Armed Forces of Japan’s Asian Allies 1931-45, Volume I: China & Manchuria, 2004. Helion & Co. Ltd., 26 Willow Rd., Solihul, West Midlands, England.
- Wisconsin Rapids Daily Tribune Tuesday, March 29, 1932
- May 2, 1932 TIME "Earthly Paradise"